# François-André Danican Philidor
François-André Danican, apodado Philidor (Dreux, Francia, 7 de septiembre de 1726-Londres, 31 de agosto de 1795), fue un músico y ajedrecista francés, considerado uno de los mejores ajedrecistas del siglo XVIII.[cita requerida]

## Datos biográficos

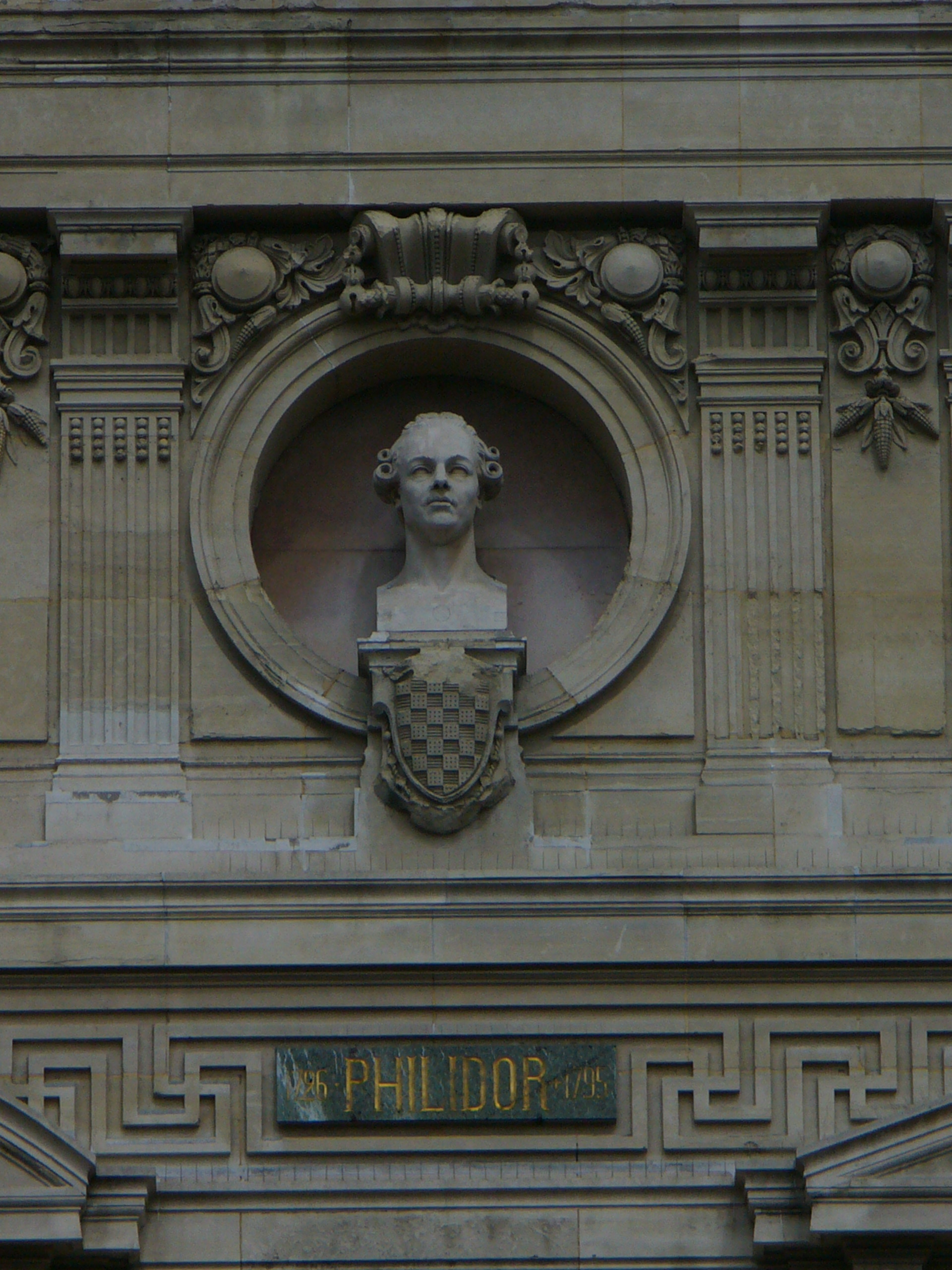
Busto de Philidor, en la fachada de la Ópera Garnier de París.

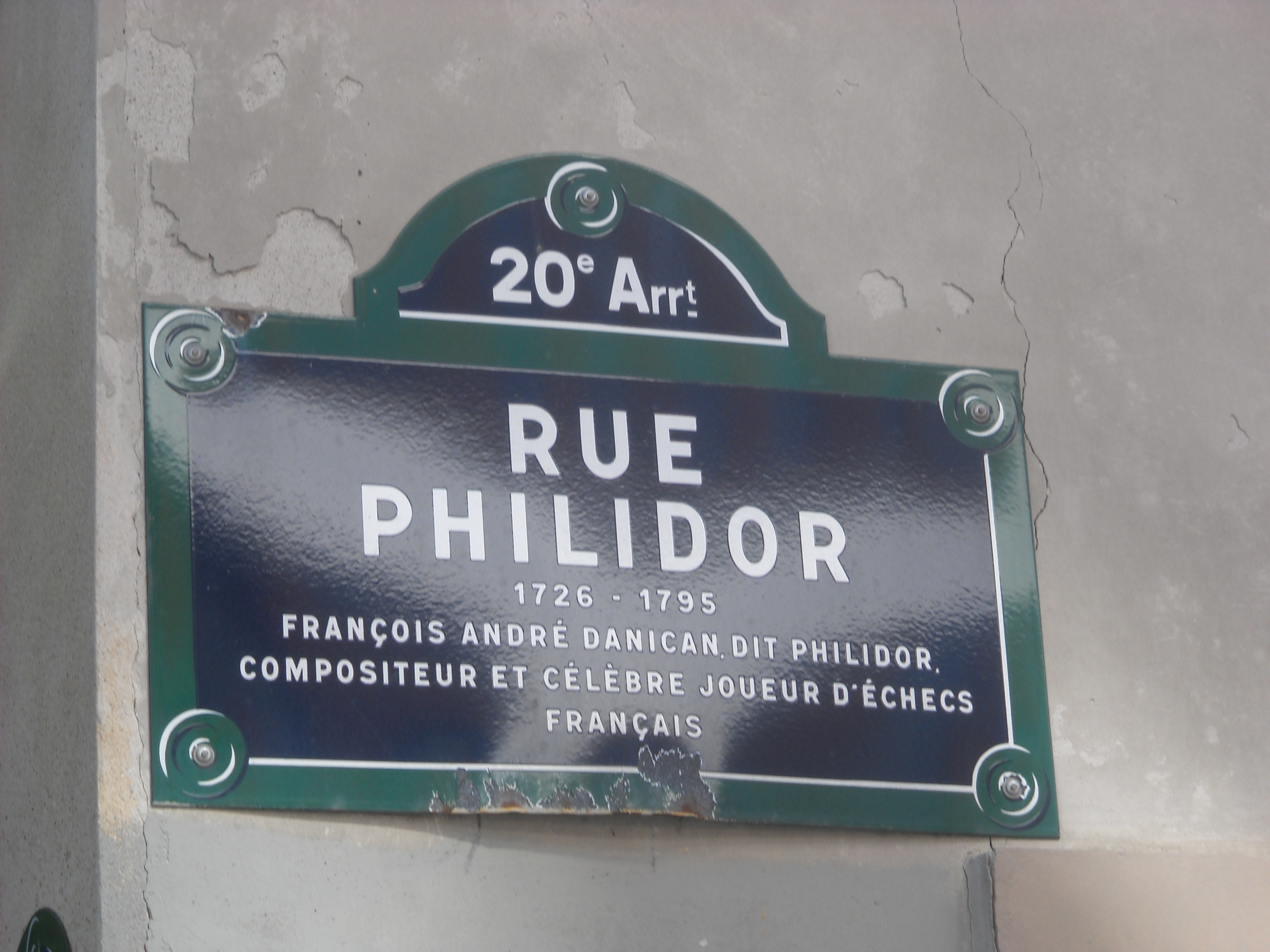
Placa de la calle Philidor, en el distrito 20 de París.

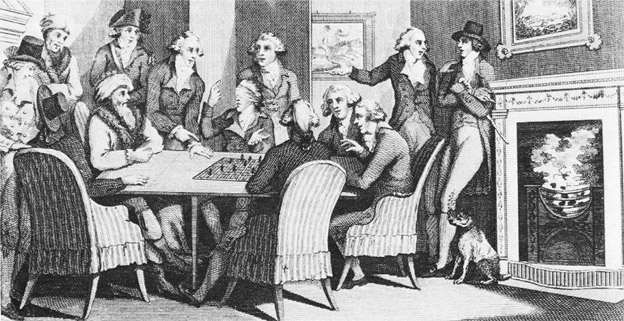
Philidor jugando a la ciega, en el club Parsloe’s de Londres, hacia 1780.

Su familia tenía una larga tradición como músicos de la corte de Versalles. Su padre, André Danican, era músico de Luis XIV y, según la tradición, el rey Luis XIII dio a su tío abuelo Michel Danican el apodo Philidor al comparar su forma de tocar el oboe con la del famoso músico italiano Filidori; desde entonces, todos los miembros de la familia utilizaron ese sobrenombre.
El propio François-André compuso óperas cómicas en la época de Luis XVI; en sus ratos de ocio, viendo jugar a los demás músicos, aprendió a jugar el ajedrez.[cita requerida]
Visitaba asiduamente el café de la Régence, considerado como el templo ajedrecístico de la época; a menudo, debía aceptar salir con desventaja en las partidas; por ejemplo, con una pieza menos. Sus triunfos y sus actuaciones en las simultáneas contra tres jugadores provocaban la admiración de los espectadores.[cita requerida]
En 1746, en la ciudad de París, derrotó al sirio Philipp Stamma y adquirió los honores de mejor jugador del mundo. Después de la Revolución francesa, se instaló definitivamente en Gran Bretaña, a donde iba regularmente a competir en encuentros. Si bien era un amante de las celadas y concedía ventaja material a sus rivales, también fue un gran teórico: en su tratado Análisis del juego de ajedrez (1749), demostró su avanzada concepción del ajedrez para la época. En el campo de las aperturas, explicó la llamada defensa Philidor (1.e4 e5 2.Cf3 d6); sobre el medio juego, hizo esta célebre consideración: "Los peones son el alma del ajedrez". En su tratado, añadió recomendaciones para conducir una partida, y estudió varios finales, que son dos sutiles maniobras de zugzwang, con dama contra torre, y torre y alfil contra torre, además de una posición clásica en los finales torre y peón contra torre.[cita requerida]
Además, Philidor redactó un reglamento del juego de ajedrez y estableció reglas básicas, como «pieza tocada, pieza jugada», la colocación del tablero con un cuadro negro a la izquierda, la captura al paso y el enroque. También fue el introductor del ajedrez a ciegas, en las partidas simultáneas.[cita requerida]
La fama de Philidor es tan extensa que es homenajeado de muchas maneras. En la Argentina, un famoso club de ajedrez de la localidad de Morón  lleva su nombre y recrea el ámbito del café de la Régence. Muchos jugadores latinoamericanos han pasado por "el Philidor de Morón".[cita requerida]
También, compuso música para la francmasonería. Su obra Carmen Saeculare se estrenó en el Freemasons' Hall en Londres, en 1779. Perteneció a la logia parisina "Los Nueve Hermanos", vinculada a la agrupación musical conocida como la Sociedad Apolloniana".

## Obras (óperas y comedias líricas compuestas por Philidor)
- Le Diable à quatre, ou La double métamorphose, opéra comique (1756)
- Blaise le savetier, opéra bouffon (1759)
- L'Huître et les plaideurs, ou Le tribunal de la chicane, opéra comique (1759)
- Le Quiproquo, ou Le volage fixé, comédie (1760)
- Le Soldat magicien, opéra comique (1760)
- Le Jardinier et son seigneur, opera bouffon (1761)
- Le Maréchal ferrant, opéra comique (1761)
- Sancho Pança dans son isle, opéra bouffon (1762)
- Le Bûcheron, ou Les trois souhaits, comédie mélée d'ariettes (1763)
- Les Fêtes de la paix (1763)
- Le Sorcier, comédie lyrique (1764)
- Tom Jones, comédie lyrique (1765)
- Le Tonnelier, opéra comique (1765)
- Ernelinde, princesse de Norvège, tragédie lyrique (1767)
- Le Jardinier de Sidon, comédie mêlée d'ariettes (1768)
- L'Amant dégiusé, ou Le jardinier supposé, comédie mêlée d'ariettes (1769)
- La Rosière de Salency (1769)
- La Nouvelles École des femmes, comeide mêlée d'ariettes (1770)
- Le Bon Fils, comedie mêlée d'ariettes (1773)
- Zémire et Mélide, comédie mêlée d'ariettes (1773)
- Berthe (1775)
- Les Femmes vengées, ou Les feintes infidélités, opéra comique (1775)
- Protogène, 1779 (no estrenada)
- Persée, tragédie lyrique (1780)
- Thémistocle, tragédie lyrique (1785)
- L'Amitié au village, comedie mêlée d'ariettes (1785)
- La Belle Esclave, ou Valcour et Zéïla, comédie en prose (1787)
- Le Mari comme il les faudrait tous, ou La nouvelle école des maris (de Senne), comedia (1788)
- Bélisaire, ópera (1796)[4]